# Yannick Borel
Pour les articles homonymes, voir Borel.
Yannick Borel, né le 5 novembre 1988 à Pointe-à-Pitre (Guadeloupe), est un escrimeur français pratiquant l'épée.
En individuel, il est notamment champion du monde en 2018 et vice-champion olympique aux Jeux de Paris 2024. Par équipes, il est, entre autres, champion olympique aux Jeux de Rio 2016 et quatre fois champion du monde.

## Biographie

### Jeunesse
Yannick Borel nait le 5 novembre 1988 à Pointe-à-Pitre, en Guadeloupe. Il débute l'escrime en 1998, à 10 ans, alors que son école lui donne le choix entre ce sport et le gwoka (genre musical traditionnel guadeloupéen). À ce moment, il est déjà bien déterminé à faire de la compétition. Il s'entraîne au Pôle Espoir Antilles-Guyane. Il est notamment formé par Barbara Paulin, Rudy Plicoste et Steeve Pajamandy (Cercle d'escrime de Pointe-à-Pitre). L'une de ses grandes sources d'inspiration est Laura Flessel, épéiste médaille à cinq reprises aux Jeux Olympiques, dont deux fois en or.
Il est remarqué à quinze ans par Jérôme Roussat qui l'invite à rejoindre le pôle de Reims. Ses parents refusent car ils souhaitent que leur fils reste en Guadeloupe au moins jusqu'à l'obtention de son baccalauréat. Pour autant, cela ne l'empêche pas de voyager pour l'escrime, notamment au Brésil, en Colombie ou encore au Texas. Lorsqu'il obtient son bac, à 19 ans, il rejoint l'Hexagone et plus particulièrement la ville de Reims. Il est membre de l'Institut national du sport, de l'expertise et de la performance (INSEP).

### Carrière sportive
Yannick Borel est licencié du Levallois Sporting Club depuis septembre 2011. En 2012, il intègre l'équipe de France Douane. Sélectionné pour ses premiers Jeux olympiques en 2012, il réalise un beau parcours malgré son jeune âge, en atteignant les quarts de finale et en terminant à la cinquième place. Il réalise le meilleur résultat individuel de l'escrime française lors de ces Jeux, mais il en ressort tout de même avec une certaine amertume.
Il participe à sa première Universiade en 2013 en Russie où il est porte-drapeau pour la France. Lors de cette édition il obtient la neuvième place en individuel et décroche l'or par équipe aux côtés de Daniel Jérent, Alex Fava et Alexandre Blaszyck. Il réitère l'exploit en 2015 en remportant l'or non seulement par équipes mais également en individuel.
Il remporte la médaille d'or en individuel aux championnats d'Europe en 2016 en Pologne. Il conserve son titre les deux années qui suivent en Géorgie et de peu en Serbie face au double champion du monde et alors troisième épéiste mondiale Nikolai Novosjolov (15 - 14). Il devient ainsi le premier épéiste à remporter trois médailles consécutives lors de championnats d'Europe.
Il est titulaire d'une licence de sciences et techniques des activités physiques et sportives (STAPS) de l'université Paris-Est-Créteil-Val-de-Marne. Il est champion olympique par équipe aux Jeux olympiques d'été de 2016 après avoir vaincu l'Italie en finale (45 - 31).
Les Jeux olympiques d'été de 2020 ont une importance particulière pour Borel. Il vise le titre olympique individuel, le seul qui manque encore à son palmarès et pour lequel il a fait de nombreux sacrifices et s'entraîne depuis plusieurs années,. Sixième au classement mondial, il fait partie des favoris pour la médaille en or mais il est pourtant éliminé au premier tour par l'égyptien Mohamed El-Sayed (15 - 11),. C'est finalement son coéquipier Romain Cannone qui remporte ces Jeux.
Borel rebondit de cet échec aux Jeux olympiques en remportant deux tournois du Grand Prix de la saison 2021-2022, les deux fois contre des compatriotes, Aymerick Gally et Nelson Lopez-Pourtier, respectivement à Doha et au Caire. Il s'adjuge en fin de saison un quatrième titre de champion d'Europe à Antalya. Sorti 55e du tour de poules, il élimine tour à tour le récent vainqueur en Coupe du monde, Volodymyr Stankevych (15-11), Federico Vismara (15-7), Patrick Jørgensen (15-9), Richard Schmidt (15-10) et Max Heinzer (15-11) pour atteindre la finale. Ayant laissé tous ses adversaires du jour à plus de quatre touches, il conclut son tournoi par une démonstration contre le Néerlandais Tristan Tulen, débutant à ce niveau de compétition, en écrasant cet adversaire inattendu par 15 touches à 1.
Borel remporte lors de la saison 2023-2024 l'épreuve de Budapest en mars 2024. Il bat en finale le Hongrois Gergely Siklósi 15-11. Il est ensuite quart de finaliste en individuel et vainqueur par équipes à Tbilissi,.
Le dimanche 28 juillet 2024, il devient vice-champion olympique au Grand Palais lors des Jeux olympiques d'été de Paris 2024. Il remporte ainsi la seule médaille individuelle qui manquait à son impressionnant palmarès.
Ses nerfs le lâchent complètement lors de la finale pour la médaille de bronze par équipe. Il encaisse un 12 - 6 en trois minutes et ruine définitivement les chances de médaille alors que la France menait de quatre points avant son ultime relais.

### Cinéma
Yannick Borel dirige l'entraînement d'escrime des acteurs des films Les Trois Mousquetaires : D'Artagnan et Les Trois Mousquetaires : Milady, sortis en 2023.

## Vie privée
L'escrimeur fait un rapide passage dans l'émission de téléréalité Sorry, je me marie en 2016, à l'occasion de son mariage avec Annia. Ils ont deux enfants : un garçon, André, et une fille, Anélia, née le 5 juillet 2017. Sa femme est par ailleurs maîtresse d'armes.

## Palmarès
- Jeux olympiques d'été
  -  Médaille d'or par équipes aux Jeux olympiques d'été de 2016 à Rio de Janeiro
  -  Médaille d'argent en individuel aux Jeux olympiques d'été de 2024 à Paris
- Championnats du monde
  -  Médaille d'or par équipes aux championnats du monde 2011 à Catane
  -  Médaille d'or par équipes aux championnats du monde 2017 à Leipzig
  -  Médaille d'or en individuel aux championnats du monde 2018 à Wuxi
  -  Médaille d'or par équipes aux championnats du monde 2019 à Budapest
  -  Médaille d'or par équipes aux championnats du monde 2022 au Caire
  -  Médaille d'argent par équipes aux championnats du monde 2012 à Kiev
- Épreuves de coupe du monde
  -  Médaille d'or en individuel dans des épreuves de coupe du monde : Rio de Janeiro 2015 ; Cali 2018 ; Doha 2019 et 2022 ; Le Caire 2022
  -  Médaille d'argent en individuel dans des épreuves de coupe du monde : Heidenheim 2016 et 2017 ; Paris 2017 ; Budapest 2020
  -  Médaille de bronze en individuel dans des épreuves de coupe du monde : Legnano 2012 ; Doha 2015 ; Buenos Aires 2016 ; Vancouver 2017 et 2018
- Universiades
  -  Médaille d'or par équipes à l'Universiade d'été de 2013 à Kazan
  -  Médaille d'or en individuel à l'Universiade d'été de 2015 à Gwangju
  -  Médaille d'or par équipes à l'Universiade d'été de 2015 à Gwangju
- Championnats d'Europe
  -  Médaille d'or par équipes aux championnats d'Europe 2011 à Sheffield
  -  Médaille d'or en individuel aux championnats d'Europe 2016 à Toruń
  -  Médaille d'or par équipes aux championnats d'Europe 2016 à Toruń
  -  Médaille d'or en individuel aux championnats d'Europe 2017 à Tbilissi
  -  Médaille d'or en individuel aux championnats d'Europe 2018 à Novi Sad
  -  Médaille d'or en individuel aux championnats d'Europe 2022 à Antalya
  -  Médaille d'argent par équipes aux championnats d'Europe 2018 à Novi Sad
  -  Médaille de bronze par équipes aux championnats d'Europe 2022 à Antalya
- Championnats de France
  -  Médaille d'or par équipes aux championnats de France 2013 à Livry-Gargan
  -  Médaille d'or en individuel aux championnats de France 2018 à Amiens
  -  Médaille d'or par équipes aux championnats de France 2018 à Amiens
  -  Médaille d'argent par équipes aux championnats de France 2015 à Épinal
  -  Médaille d'argent par équipes aux championnats de France 2017 à Albi
  -  Médaille d'argent par équipes aux championnats de France 2019 à Fontaine
  -  Médaille de bronze en individuel aux championnats de France 2013 à Livry-Gargan
  -  Médaille de bronze par équipes aux championnats de France 2016 à Saint-Paul-Trois-Châteaux
  -  Médaille de bronze par équipes aux championnats de France 2022 à Épinal
  -  Médaille de bronze en individuel aux championnats de France 2022 à Épinal

## Classement en fin de saison
| Année | 2009 | 2010 | 2011 | 2012 | 2013 | 2014 | 2015 | 2016 | 2017 | 2018 | 2019 | 2020 | 2021 | 2022 | 2023 | 2024 |
| ----- | ---- | ---- | ---- | ---- | ---- | ---- | ---- | ---- | ---- | ---- | ---- | ---- | ---- | ---- | ---- | ---- |
| Rang  | 97   | 103  | 14   | 18   | 36   | 80   | 14   | 2    | 1    | 1    | 13   | 6    | 9    | 2    | 18   | 3    |

## Distinctions
- Chevalier de la Légion d'honneur (décret du 30 novembre 2016)[28]
- Médaille de la jeunesse, des sports et de l'engagement associatif, or (2024)[29]